# Eumene (nome)
Eumene  è un nome proprio di persona italiano maschile.

## Varianti
- Maschili: Eumenio

### Varianti in altre lingue
- Catalano: Èumenes
- Croato: Eumen
- Francese: Eumène
- Greco antico: Ευμενες (Eumenes)[2]
- Greco moderno: Ευμένης (Eumenīs)
- Latino: Eumenes, Eumenis[1]
- Polacco: Eumeniusz
- Portoghese: Eumênio
- Russo: Эвмен (Ėvmen)
- Spagnolo: Eumenes

## Origine e diffusione
Deriva dal nome greco antico Ευμενες (Eumenes); è composto da ευ (eu, "bene") e μενος (menos, "animo"), quindi "benevolo", "di animo buono". Nella mitologia greca era portato da Eumene, un re di Bitinia.

## Onomastico
L'onomastico si può festeggiare il 18 settembre in memoria di sant'Eumenio (o Eumene), vescovo di Gortina.

## Persone
- Eumene I, re di Pergamo
- Eumene II, re di Pergamo
- Eumene III, pretendente al trono di Pergamo
- Eumene di Alessandria, patriarca di Alessandria d'Egitto
- Eumene di Cardia, militare e ammiraglio antico macedone

### Variante Eumenio
- Eumenio, poeta e retore romano
- Eumenio di Gortina, vescovo e santo greco antico